# Борци (Јајце)
Борци је насељено место у Босни и Херцеговини у општини Јајце. Административно припада Федерацији Босне и Херцеговине, односно њеном Средњобосанском кантону. Према попису становништва из 2013. у насељу није било становника, а већинску популацију у насељу пре рата чинили су Срби.

## Становништво
По последњем службеном попису становништва из 2013. године у насељу Борци није било становника, а село је пре рата у БиХ било етнички хетерогено са већинском српском популацијом. Након потписивања Дејтонског споразума део насеља Борци је припао општини Језеро у ентитету Република Српска.
| Националност | 2013. | 1991.        | 1981.        | 1971.        |
| Бошњаци      | —     | 0            | 4 (1,22%)    | 5 (1,47%)    |
| Хрвати       | —     | 59 (25,99%)  | 106 (32,52%) | 103 (30,29%) |
| Срби         | —     | 168 (74,01%) | 213 (65,34%) | 231 (67,94%) |
| Југословени  | —     | 0            | 3 (0,92%)    | 0            |
| остали       | —     | 0            | 0            | 1 (0,29%)    |
| Укупно       | 0     | 227          | 326          | 340          |